# 王夫人 (孺子婴)
王夫人（?—?），孺子婴之妻，王莽的孙女、王莽长子王宇的女儿。
她幼年时父亲王宇即于公元3年被祖父王莽所杀。公元9年，王莽建立新朝。取代西汉後，将年幼的废帝孺子婴圈养进府第之中，断绝一切教育。孺子婴成年后，王莽将这个孙女嫁给了孺子婴做妻子。